# Beetlejuice (Entertainer)

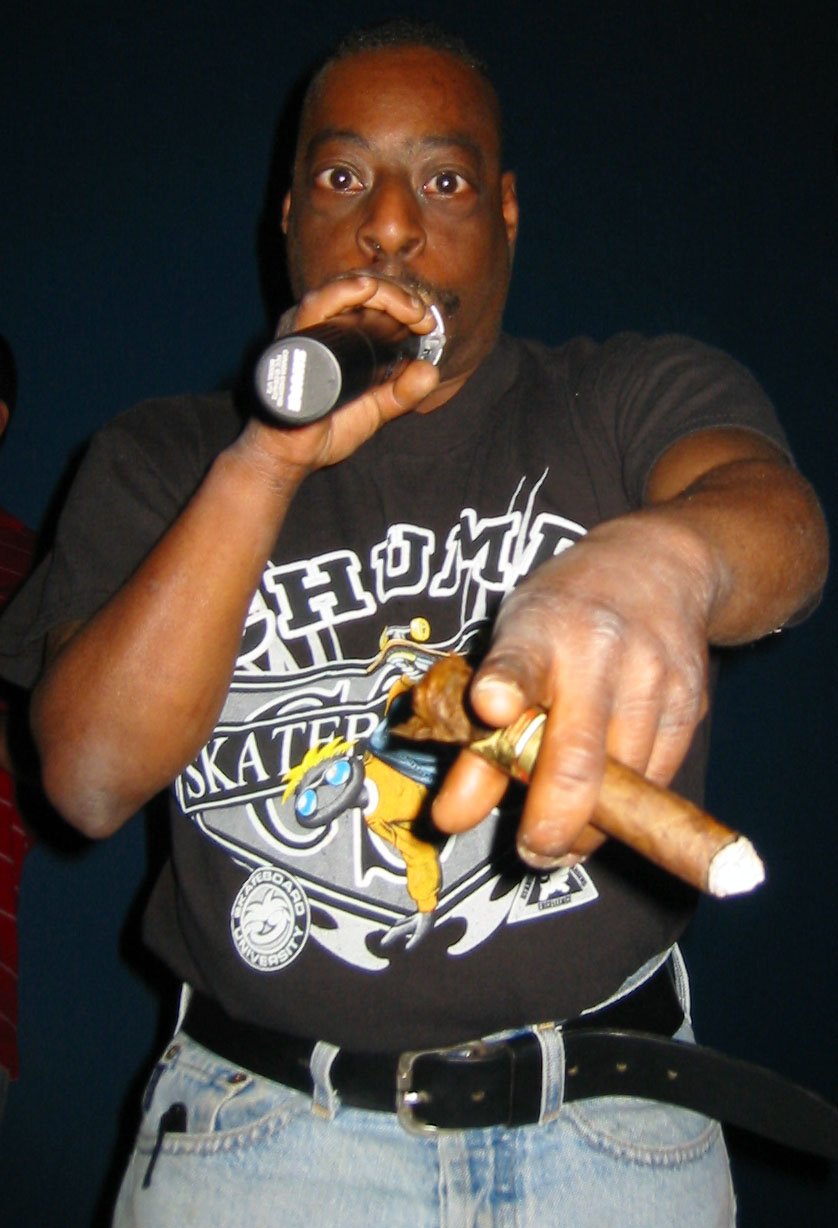
Beetlejuice onstage

Lester Green (* 2. Juni 1968 in Brown Mills, New Jersey, USA), besser bekannt als Beetlejuice, ist ein amerikanischer Entertainer und Schauspieler. Green erlangte 1999 durch seine Auftritte in der Howard Stern Show Berühmtheit und wurde Mitglied von Sterns Wack Pack. Er wurde 2015 zum größten Wack Packer aller Zeiten gekürt. Er hat auch in Spielfilmen wie Bubble Boy (2001) und Scary Movie 2 (2001) mitgewirkt.

## Frühe Lebensjahre
Green wurde mit Kleinwuchs und Mikrozephalie geboren, einer Erkrankung, die dazu führte, dass sein Kopf im Verhältnis zu seinem Körper klein ist und er eine geistige Behinderung hat. Er ist das zweitjüngste von sechs Kindern seiner Mutter Lillie und wuchs im Marion-Viertel von Jersey City auf.
In der Ausstrahlung der Howard Stern Show vom 2. Oktober 2007 gab Jerry O’Connell bekannt, dass er Green kannte, als er aufwuchs. O’Connells Mutter war Greens Sonderpädagogin in Jersey City und Green war ein so guter Schüler, dass er als ihr „Assistent“ besondere Arbeit leistete.

## Karriere
Green wurde in einer Bar in der Nachbarschaft von Sean Rooney entdeckt, der sein Manager wurde. Später wurde er Entertainer und schloss sich Rooneys Zwergenwerfer-Gesellschaft an, wo er seinen Spitznamen wegen seiner Ähnlichkeit mit einer Figur im Film Beetlejuice (1988) erhielt. Sean Rooney starb 2009 und die Leitung von Greens Karriere soll seinem Bruder Bobby Rooney obliegen.

### Frühe Auftritte und The Howard Stern Show
Green debütierte am 14. Juli 1999 in der Howard Stern Show, wo er zusammen mit Frank „Third Degree“ Burns, einem weiteren Kleinwüchsigen, auftrat, während Rooney sein Geschäft mit dem Zwergenwerfen bewarb. Stern fand sofort Gefallen an Beetlejuice und erkannte sein Potenzial und nannte ihn einen „einmaligen Gast“. Green hatte zahlreiche Auftritte in der Show und wurde einer von Sterns beliebtesten Gästen. Trotz seiner Popularität standen einige seinen Auftritten in der Show kritischer gegenüber, da sie der Meinung waren, dass Stern Menschen mit Entwicklungsstörungen ausbeutete.
Im Jahr 2000 wurde Stern zu den 17. AVN Awards eingeladen, um einen exklusiven Ehrenpreis für seine Leistungen zu erhalten, den er Green für ihn überreichen ließ. Green hielt die Dankesrede mit einer Anweisung seines Managers, die aufgrund seines langen, „unverständlichen Geschwafels“ abgebrochen werden musste. Im selben Jahr trat er bei WCW Nitro auf, wo er als Superman verkleidet hinter der Bühne Jeff Jarrett zur Rede stellte, der Green anschließend mit einer Gitarre auf den Kopf schlug, nachdem er Jarrett „Slap Nuts“ genannt hatte. Green unterbrach dann Jarretts WCW-Meisterschaftskampf, bevor er vom Wrestler im Ring verprügelt wurde. Während der US-Senatswahl 2000 in New York erschien Green in einer Parodie-Kampagnenanzeige „Beetlejuice for Senate“, die für die Howard Stern Show erstellt wurde. In der Anzeige kündigte Green seine Haltung zu verschiedenen Themen wie Abtreibung, Steuern, Bildung und Drogen an. 

### Aufstieg zum Ruhm
Green verkörperte in der Kultkomödie „Bubble Boy“ von 2001 eine fiktive Figur namens Lil’ Zip, ein Mitglied einer Freakshow, die Jake Gyllenhaals Charakter Jimmy Livingston trifft. Neben Green trat auch ein weiteres Mitglied von Sterns Wack Pack, Matthew McGrory, auf. Im selben Jahr hatte er einen Cameo-Auftritt als er selbst in „Scary Movie 2“, dargestellt als das Gehirn von Marlon Wayans’ Stoner-Figur Shorty Meeks.
Im Jahr 2002 trat er im Musikvideo des Rappers N.O.R.E. zum Song „Grimey“ auf und war in drei Songs des Debütalbums der Hip-Hop-Gruppe Smut Peddlers aus dem Jahr 2001, Porn Again, zu hören, auf den Titeln „Beetlejuice Intro“, „Pimpology by Beetlejuice“ und „Beetlejuice Outtakes“ auf Rawkus Records.
Green sang Ende 2004 „This Is Beetle“, auch bekannt als „The Beetlejuice Song“, in der Howard Stern Show. Richard Christy, Produzent der Stern Show, nahm den Song auf, schrieb Musik, um Beetlejuices rohen Gesang zu begleiten, und verarbeitete ihn dann zum vollständigen Song. Der Schlüsseltext des Liedes lautet: „Das ist Beetle, er ist schlecht, wie er nur kann, und er weiß, dass er der Beste ist.“ Der Song, den Green spontan im Aufnahmestudio kreierte, wurde von der Rockband Staind gecovert, die das Lied in Sonderausgaben ihres Albums Chapter V aufgenommen haben. Am 19. September 2005 spielte Blues Traveler ihre Version von „This Is Beetle“ in der Howard Stern Show. Anfangs war Stern nicht in der Lage, diese Aufnahme auf seinem Sirius-Satellitenradioprogramm auszustrahlen, da CBS Radio das Urheberrecht an allen Stern-Sendungen von K-Rock besaß. Stern und sein Produktionsteam stellten viele der populäreren Abschnitte aus seiner Zeit bei K-Rock nach, aber Versuche, „This Is Beetle“ nachzubilden, blieben erfolglos. Im Mai 2006 einigten sich Stern, Sirius und CBS jedoch darauf, die Rechte für alle seine K-Rock-Sendungen an Sirius zu verkaufen, sodass Stern das Lied spielen konnte. Hier gab es auch eine Kontroverse um den Anteil potenzieller Gewinne aus dem Song, und der damalige Green-Manager Sean Rooney geriet mit Gary Dell’Abate, dem ausführenden Produzenten der Howard Stern Show, in einen Streit über den prozentualen Anteil des Songs Gewinne zwischen Green und Christy.
Im Laufe seiner Karriere nahm Green auch an Amateur-Boxkämpfen mit anderen Kleinwüchsigen teil.
Im Juni 2008 beabsichtigte Filmregisseur Michael Bay, dass Green einen Cameo-Auftritt in „Transformers: Die Rache“ (2009) spielen sollte, aber Green war Berichten zufolge schwierig zu leiten und so entschied sich Bay dafür, ihn nicht auftreten zu lassen. Im Jahr 2009 war Green in seiner eigenen fünfteiligen Reality-TV-Show mit dem Titel „This is Beetle“ auf Howard TV zu sehen.
Greens Abbild ist ein beliebtes Internet-Meme namens „Reaction Image Macro“. Das Bild, das 2016 auf seinem offiziellen Instagram-Account hochgeladen wurde, zeigt ihn beim Essen, während er an einem Tisch sitzt und etwas außerhalb des Bildes betrachtet. Darüber hinaus sind Videos und Zusammenstellungen von Green auf Websites wie YouTube, Reddit und Facebook beliebt, und viele dieser Videos werden millionenfach angeklickt.

### Aktuelle Auftritte
Im Februar 2021 hatte Green seinen ersten Auftritt in der Howard Stern Show seit über fünf Jahren. Er teilte Stern mit, dass er mit seiner Mutter nach Georgia gezogen sei, und debütierte außerdem mit einer Remix-Version seines 2015 erschienenen Songs „Beetle in the House“ mit Snoop Dogg, Sean Paul und Big Freedia.
Im Februar 2022 startete der Manager von Green einen NFT auf der Goldin’s Auction-Plattform, der es dem erfolgreichen Bieter ermöglichte, eine von Green unterzeichnete physische Rookie-Karte sowie ein Video zu erhalten, in dem Green seine Lebensgeschichte erzählt. Nach 21 Geboten wurde es für 15.000 US-Dollar verkauft.
Im Jahr 2023 wurde ein Videoclip von Green mit dem Titel „Just Hanging Around“ zu einem viralen Meme auf TikTok und anderen Video-Sharing-Seiten.

## Filmographie
Film
- 2001: Bubble Boy
- 2001: Scary Movie 2
- 2004:	Beetle Uncensored
- 2012:	Girls Gone Dead

Fernsehen
- 1999–2005 Howard Stern
- 2000 	WCW Monday Nitro
- 2001 	Son of the Beach
- 2003 	Doggy Fizzle Televizzle
- 2009 	This is Beetle

Videospiele
- 2005: True Crime: New York City